# Frédéric Tschaggeny
Pour les articles homonymes, voir Tschaggeny.
Frédéric Tschaggeny, né le 8 mai 1851 à Schaerbeek et mort à Saint-Josse-ten-Noode le 8 octobre 1921, est un peintre et un aquarelliste belge.

## Biographie

### Famille

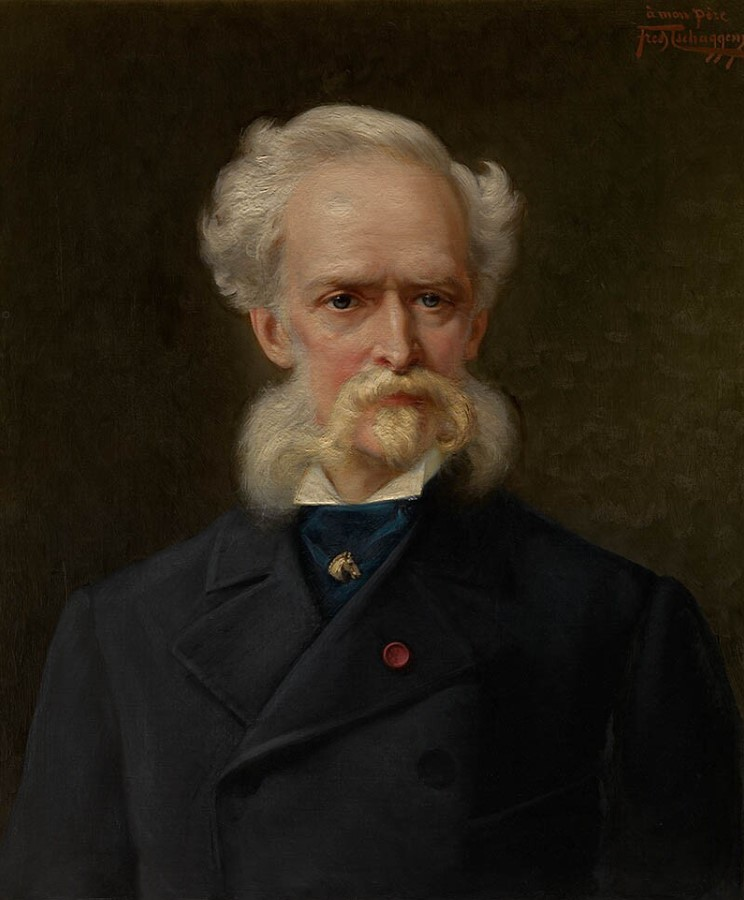
Portrait de Charles Tschaggeny, par son fils Frédéric Tschaggeny, conservé au Musée royal des Beaux-Arts d'Anvers.

Pierre Frédéric Tschaggeny, né rue de Brabant à Schaerbeek le 8 mai 1851, est le fils de Charles-Philogène Tschaggeny, artiste peintre et de Marie Cécile Josèphe Bonduel, native de Wambrechies en 1824. Il est le neveu du peintre Edmond Tschaggeny.

### Formation
Frédéric Tschaggeny est l'élève de son père et de Jean-François Portaels,. 

### Carrière
Frédéric Tschaggeny commence sa carrière à Londres, puis expose, à partir de 1872, ses œuvres aux Salons triennaux belges jusqu'en 1914,. Il est connu pour ses portraits et ses scènes de genre.
Frédéric Tschaggeny, meurt, célibataire, à l'âge de 70 ans à Saint-Josse-ten-Noode, le 8 octobre 1921.

## Œuvre

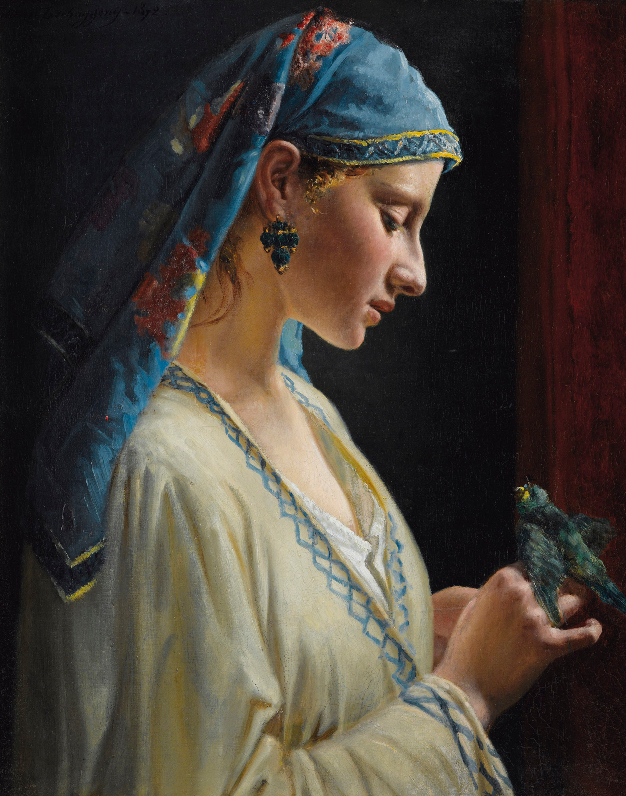
Jeune femme avec un perroquet (1872).

### Style
Sa facture picturale est réaliste. Ses premières œuvres exposées en 1872 sont des aquarelles.

### Réception critique
Lorsque Frédéric Tschaggeny participe, en Suisse, à l'exposition de peintures de Neuchâtel de 1885, l'écrivain Léopold Bachelin écrit : 

« M. Frédéric Tschaggeny nous envoie un tableau de style décoratif : Fleur sauvage. C'est une tête de jeune fille, une beauté blonde, aux yeux clairs et bleus, au teint délicat, aux traits d'une gracilité raffinée et dont la tête est affublée d'une étrange couronne de verdure où s'épanouit une fleur blanche. Il y a de la sauvagerie poétique dans cette physionomie fantaisiste qui fait songer aux Velléda sentimentales des premiers romans romantiques. »

### Expositions

#### Expositions triennales belges
- Salon de Bruxelles de 1872 : L'Aumône, La Liseuse et Au Bord de la mer (trois aquarelles)[4].
- Salon d'Anvers de 1873 : Jeune veuve[7].
- Salon de Gand de 1874 (XXIX) : Le Voyage de noces et Une Marchande algérienne[8]
- Salon de Bruxelles de 1875 : Ève pleurant la mort d'Abel et Petite Algérienne[9].
- Salon de Bruxelles de 1881 : Portrait[10].
- Salon de Gand de 1883 (XXXII) : Portrait et Fleur sauvage (peinture), Roses et Paysage (aquarelles)[11].
- Salon de Gand de 1886 (XXXIII) : Portrait[12].
- Salon de Bruxelles de 1887 : Orpheline, acquise par le roi Léopold II[13],[14].
- Salon de Bruxelles de 1897 : Portrait de M.D.G. (peinture) et deux aquarelles : Rue de Haarlem et Ostende[15].
- Salon d'Anvers de 1898 : Portrait de Mme O.[16].

#### Expositions européennes
- Exposition internationale de Londres de 1874 : La Jeune veuve et ses deux enfants en deuil et La jeune mère donnant à son petit une première leçon.
- Exposition des beaux-arts à Lille de 1881 : Fleurs dans un vase[17].
- Exposition de peinture à Neuchâtel de 1885 : Fleur sauvage[6].

### Collections muséales
Ses œuvres sont conservées par plusieurs musées : Musée royal des Beaux-Arts d'Anvers (Portrait de Charles Tschaggeny) (don de l'auteur en 1898) et à Neuchâtel (Sorcière).